# Anna Ciundziewicka
Anna Ciundziewicka (Império Russo, 18 de julho de 1803 Império Russo, 18 de abril de 1850) foi uma escritora russa.